# Joaquim José de Oliveira Andrade
Joaquim José de Oliveira Andrade (Goiana, 1835 — Recife, 1915) foi um político brasileiro.
Era filho de Joaquim José de Oliveira Andrade e Clara Francisca de Andrade, e casado com Adelaide Capitulina Bessoni (1840 - 1900), que faleceu em Recife.
Bacharel em 1858, foi desembargador e presidente da província de Pernambuco, de 16 de abril de 1888 a 3 de janeiro de 1889.
A República teve entre os seus apologistas o terceiro filho do desembargador, Adolfo Bessoni de Oliveira Andrade. Um filho de Adolfo, neto de Joaquim José de Oliveira Andrade, seria um dos líderes da Intentona Comunista em 1935.
A luta pela preservação do meio ambiente foi um dos pilares da administração do desembargador à frente da província de Pernambuco.